# Distretto di Wekilbazar
Il distretto di Wekilbazar è un distretto del Turkmenistan situato nella provincia di Mary. Ha per capoluogo la città di Mollanepes.